# Malhowice (przystanek kolejowy)
Malhowice – zamknięty w 1994 roku przystanek osobowy w Malhowicach, w gminie Przemyśl, w powiecie przemyskim, w woj. podkarpackim, w Polsce. Jest to końcowy przystanek linii kolejowej nr 102 z Przemyśla Głównego. Rozpoczyna się tu tutaj linia kolejowa do Chyrowa na Ukrainie. Przystanek został oddany do użytku w 1957 roku przez Polskie Koleje Państwowe.
W połowie lipca 2023 roku w pobliżu granicy polsko-ukraińskiej, na południe od przystanku, zakończono budowę peronu o długości 85 metrów wraz z oświetleniem, wiatą, przejazdem kolejowo-drogowym oraz oznakowaniem na potrzeby odpraw granicznych.